# Heliocopris fonsecai
Heliocopris fonsecai är en skalbaggsart som beskrevs av Ferreira 1967. Heliocopris fonsecai ingår i släktet Heliocopris och familjen bladhorningar. Inga underarter finns listade i Catalogue of Life.